# Vieska nad Blhom
Vieska nad Blhom (hongrois : Balogújfalu) est un village de Slovaquie situé dans la région de Banská Bystrica.

## Histoire
La première mention écrite du village date de 1427.
La localité fut annexée par la Hongrie après le premier arbitrage de Vienne le 2 novembre 1938. En 1938, on comptait 150 habitants. Elle faisait partie du district de Rimavská Sobota (hongrois : Rimaszombati járás). Le nom de la localité avant la Seconde Guerre mondiale était Vieska nad Blhom/Balog-Újfalu. Durant la période 1938 - 1945, le nom hongrois Balogújfalu était d'usage. À la libération, la commune a été réintégrée dans la Tchécoslovaquie reconstituée.

## Démographie

### Évolution de la population
| Année:               | 1994. | 2004.    | 2014.    | 2024.   |
| -------------------- | ----- | -------- | -------- | ------- |
| Nombre de personnes: | 176   | 152      | 181      | 172     |
| Différence:          |       | -13,63 % | +19,07 % | -4,97 % |

| Année:               | 2023. | 2024.   |
| -------------------- | ----- | ------- |
| Nombre de personnes: | 173   | 172     |
| Différence:          |       | -0,57 % |